# Dave von Raven
Dave von Raven, pseudoniem van Dave Mellaart, (Rotterdam, 11 februari 1981) is een Nederlands muzikant, bekend als hoofdzanger en gitarist van muziekgroep The Kik.
Von Raven speelde eerst in de band Magic Dave & The Wheelers, waarna hij in 2007 de band The Madd oprichtte, die in 2010 ophield te bestaan. Samen met enkele andere leden begon hij vervolgens met The Kik.
Von Raven verscheen verder onder meer als acteur in commercials van Youfone. Sinds december 2021 is hij regelmatig te zien als panellid in het televisieprogramma Secret Duets en in 2022 deed hij mee aan het televisieprogramma Onmogelijke duetten. Tevens maakte hij in het voorjaar van 2023 zijn opwachting als panellid, ditmaal in het RTL 4-programma DNA Singers. 
In het voorjaar van 2024 was Von Raven te zien als panellid in het programma Beste Kijkers. In datzelfde jaar was hij te zien als gast in het televisieprogramma Chateau Meiland VIPS. Ook deed Von Raven in 2024 mee aan het televisieprogramma Popquiz Oranje.